# Elis Ellis
Karl Elis Ludvig Ellis, ursprungligen Olson, född 24 mars 1879 i Stockholm, död 17 oktober 1956 i Danderyd, var en svensk skådespelare, regissör, kompositör och manusförfattare.

## Biografi
Ellis bedrev privatstudier vid Kristinehamns praktiska skola som följdes av sång- och musikstudier. Han engagerades vid Selanders lyriska avdelning 1897–1899, Folkteatern i Stockholm 1900–1901, hos Albert Ranft vid Södra Teatern 1901–1905 samt 1906–1907 och Dramatiska teatern 1905–1906. Han gästspelade vid Södra teatern, Djurgårdsteatern, Blanchteatern, Göteborgs Nya teater och Folkteater samt i övriga landsorten. 1911–1912 gästspelade han även i USA, och var 1929–1930 direktör för Odeonteatern. Bland hans främsta roller märks Sten Stensson Stéen och Charleys tant. Rollen som Lord Fancourt Babberley i Charleys tant kom Ellis att spela omkring åttahundra gånger.
Han var också en flitig kompositör och tonsatte dikter av Gustaf Fröding och Daniel Fallström och gav också ut vissamlingar. Därutöver verkade han även som vissångare och regissör. Elis Ellis är begravd på Danderyds kyrkogård. Han var sedan 1923 gift med skådespelaren Inga Sundblad och far till revyartisten Hans Ellis och konstnären Bengt Ellis.

## Filmografi roller i urval
- 1916 – Svartsjukans följder
- 1917 – Löjtnant Galenpanna
- 1918 – Spöket på Junkershus
- 1919 – Löjtnant Galenpannas sista växel
- 1924 – Sten Stensson Stéen från Eslöv
- 1926 – Charleys tant
- 1932 – Sten Stensson Stéen från Eslöv på nya äventyr

### Regi i urval
- 1918 – Spöket på Junkershus
- 1919 – Löjtnant Galenpannas sista växel
- 1923 – Fröken Fob
- 1924 – Sten Stensson Stéen från Eslöv
- 1925 – Två konungar
- 1926 – Charleys tant
- 1932 – Sten Stensson Stéen från Eslöv på nya äventyr

### Filmmanus i urval
- 1918 – Spöket på Junkershus
- 1919 – Löjtnant Galenpannas sista växel
- 1924 – Sten Stensson Stéen från Eslöv
- 1925 – Två konungar
- 1926 – Charleys tant

## Teater

### Roller (ej komplett)
| År   | Roll                         | Produktion                                   | Regi             | Teater             |
| ---- | ---------------------------- | -------------------------------------------- | ---------------- | ------------------ |
| 1902 | Lord Ballastre               | Sherlock Holmes Walter Christmas             |                  | Svenska teatern    |
| 1905 | Kalle Blomqvist              | Stockholmsluft, revy Emil Norlander          |                  | Södra Teatern      |
| 1905 | Löjtnant Reif von Reiflingen | Reif von Reiflingen Gustav von Moser         |                  | Dramatiska Teatern |
| 1921 | Morfeus                      | Än leva de gamla gudar Otto Hellkvist        | Svasse Bergqvist | Vasateatern        |
| 1922 | Lord Fancourt Babberley      | Charleys tant Brandon Thomas                 | Elis Ellis       | Blancheteatern     |
| 1923 | Sten Stensson Stéen          | Sten Stensson Stéen från Eslöf John Wigforss | Elis Ellis       | Blancheteatern     |
| 1927 | Lord Fancourt Babberley      | Charleys tant Brandon Thomas                 | Elis Ellis       | Djurgårdsteatern   |
| 1930 | Ludvig Klinke                | Spanska flugan Franz Arnold och Ernst Bach   | Elis Ellis       | Odéonteatern       |
| 1933 | Lord Fancourt Babberley      | Charleys tant Brandon Thomas                 |                  | Folkan             |

### Regi
| År   | Produktion                     | Upphovsmän                  | Teater           |
| ---- | ------------------------------ | --------------------------- | ---------------- |
| 1922 | Charleys tant Charleys aunt    | Brandon Thomas              | Blancheteatern   |
| 1923 | Sten Stensson Stéen från Eslöf | John Wigforss               | Blancheteatern   |
| 1927 | Charleys tant Charley's Aunt   | Brandon Thomas              | Djurgårdsteatern |
| 1930 | Spanska flugan                 | Franz Arnold och Ernst Bach | Odéonteatern     |